# 가천초등학교 무학분교
가천초등학교 무학분교는 대한민국 경상북도 성주군 금수면 성주로 587-4에 있었던 공립 초등학교이다.

## 학교 연혁
- 1934년 6월 6일: 가천공립보통학교 부설 무학간이학교 개교
- 2018년 2월 28일: 폐교[1]

## 참고 자료
- 가천초등학교무학분교장 - 한국교육학술정보원 학교알리미